# Petit-duc des Mentawai
Otus mentawi
Espèce
Statut de conservation UICN

 LC  : Préoccupation mineure
Statut CITES
Le Petit-duc des Mentawai (Otus mentawi), anciennement connu en tant que Petit-duc des Mentawei, est une espèce d'oiseaux de la famille des Strigidae.

## Répartition
Cette espèce est endémique des îles Mentawai, en Indonésie.